# Xã Hancock, Quận Plymouth, Iowa
Xã Hancock (tiếng Anh: Hancock Township) là một xã thuộc quận Plymouth, tiểu bang Iowa, Hoa Kỳ. Năm 2010, dân số của xã này là 371 người.